# Ляховский, Владимир Дмитриевич
Влади́мир Дми́триевич Ляхо́вский (15.07.1942—07.08.2020) — советский и российский физик, специалист в области физики элементарных частиц, математической физики.

## Биография
В 1964 году окончил ЛГУ. В 1969 году получил учёную степень кандидата, а в 1993 — доктора физико-математических наук.
Работал в ЛГУ на должностях младшего научного сотрудника Института физики СПбГУ в 1968—1974 гг., ассистентом кафедры теории ядра и элементарных частиц физического факультета СПбГУ в 1974—1978 гг., старшим научным сотрудником Института физики СПбГУ в 1978—1994 гг., ведущим научным сотрудником Института физики СПбГУ в 1994—1997 гг. С 1997 г. — профессор кафедры физики высоких энергий и элементарных частиц физического факультета СПбГУ.
Читал спецкурсы «Теория групп», «Теория относительности и гравитация», «Дополнительные главы теории групп».
Дочь Анна, физик-теоретик.

## Научная деятельность
Автор монографии «Группы симметрии и элементарные частицы», выдержавшей несколько изданий, статей по математической физике.

## Из библиографии
- Ляховский В. Д., Болохов А. А. Группы симметрии и элементарные частицы. — Л.: ЛГУ, 1983. — 336 с. ISBN 5-354-00224-9[4]
  - Группы симметрии и элементарные частицы / Ляховский В. Д., Болохов А. А.. — Изд. 3-е, испр. — Москва : URSS : Ленанд, 2014. — 372 с.; ISBN 978-5-9710-0707-4